# Sycorax utriensis
Sycorax utriensis är en tvåvingeart som beskrevs av Bejarano, Duque och Velez 2008. Sycorax utriensis ingår i släktet Sycorax och familjen fjärilsmyggor.
Artens utbredningsområde är Colombia. Inga underarter finns listade i Catalogue of Life.